# Mare de Déu del Pilar de Canosa
La Mare de Déu del Pilar de Canosa és una església d'Oliola (Noguera) inclosa a l'Inventari del Patrimoni Arquitectònic de Catalunya.

## Descripció
Capella realitzada amb pedra de carreu de planta rectangular, tan sols té una nau i al costat s'hi obre el cementiri. A la façana hi ha la porta d'accés amb arc de mig punt i adovellada, més amunt un petita finestra i entre la porta i la finestra hi ha un escut, probablement de la família que va fundar la capella del Pilar. A la part superior hi trobem un ull de bou i corona la façana una espadanya. La teulada és de doble vessant. Remata tota la capella una petita cornisa decorada.

## Història
No sabem amb exactitud la data en què es va realitzar aquesta capella, hem de suposar que és obra del segle xix. No obstant, s'han trobat monedes que daten del segle XVII pels voltants d'aquesta. La capella de la Mare de Déu del Pilar està situada dintre de les propietats de la finca de la Canosa i a prop de la capella hi ha la masia de la Canosa. Aquesta capella fou construïda amb l'ajuda de l'amo que hi havia en aquell moment a la finca.